# Rosignano Monferrato
Rosignano Monferrato är en ort och kommun i provinsen Alessandria i regionen Piemonte i Italien. Kommunen hade 1 511 invånare (2018).